# Серендипити
Серендипити (на английски: Serendipity) е неологизъм, създаден от Хорас Уолпоул и за първи път използван от него през 1754 г. Думата е с метафоричен произход, произлиза от приказката „Тримата принцове на Серендип“ и се основава на включената в нея история с еднооката камила. Серендипити в първоначалното си значение се разбира като случайно, прозорливо и непреднамерено постигане на сполучлив резултат. В процеса на употреба в различни социални среди сложната семантика на думата се свежда до синоним на късмет или случайно откритие. Думата е много популярна в англоезичната среда.

## Етимология
Думата серендипити е изведена от Серендип (на персийски: سراندیب, Сарандиб), старото име на Шри Ланка (бивш Цейлон). Серендип произлиза от санскритското Siṃhaladvīpaḥ и означава остров (dvīpaḥ) на синхали (Siṃhala).

## Възникване
Неологизмът серендипити се появява в Англия през 18-и век и макар че има дълга социална история, в него се влага различно и в голяма степен опростено съдържание.
Думата серендипити за първи път се споменава от Хорас Уолпоул в писмо от 28 януари 1754 г. до неговия братовчед, Хорас Ман. В него Уолпоул споделя за едно свое откритие и определя начина, по който го е направил, с тази дума. Обяснява на Ман нейния смисъл чрез кратък откъс от приказката „Тримата принцове на Серендип“, героите на която „винаги са правили открития, случайно или прозорливо, на неща, които не са търсели“. Дефинира думата като „случайна прозорливост“ (accidental sagacity) и за повече яснота дава още един пример: „...лорд Шафтсбъри на вечеря при лорд канцлер Кларендън разбра за брака на херцога на Йорк и мисис Хайд от уважението, с което майка ѝ се отнасяше към нея на масата.“ Според Робърт Мъртън и Елинор Барбър, изследователите на историята на понятието, примерите, включително този с откритието на Уолпоул, дават противоречиво обяснение за значението на серендипити. В приказката за камилата принцовете нито търсят, нито намират камилата, а само правят заключения от наблюденията си. Уолпоул неслучайно прави своето откритие, то е търсено от него. Лорд Шафтсбъри намира интересен, но не и търсен факт. Примерите на Уолпоул на практика по-скоро затрудняват възприемането на думата и, внасяйки неопределеност в семантиката ѝ, усложняват нейната по-нататъшна лексикографска история.
Предполага се, че възникването на серендипити не е съвсем случайно, а е стечение на две независими обстоятелства. Едното е разцветът в Англия през 18-и век на интереса към Ориента, другото е личността на Уолпол, неговата склонност да измисля неологизми.

## Семантика
Терминът серендипити привлича вниманието на филолозите едва през 1870‑те при обсъждане на етимологията на думата в оксфордското списание „Notes and Queries“. Едва през 20-и век думата придобива популярност. Дефинициите, обаче, се различават, като се игнорира единият или другият аспект на термина. Фундаменталната причина за тези различия се корени в определянето на носителя на заслугата за неочакваното откритие, дали това е откривателят или са външните обстоятелства. По този признак има две основни групи дефиниции. При едната се залага на качествата на откривателя – „дарба“, „гениалност“, „способност“. При другия подход определящ фактор е стечението на благоприятни обстоятелства – „късмет“, „случайност“. Думата, измислена от Уолпоул, се оказва сложна за обяснение, тъй като обобщава в едно цяло „случайност“, „прозорливост“, „непреднамереност“ и „сполучлив резултат“. В опростен вид серендипити се определя като синоним на случайно откритие.
Според дефинициите в речниците думата днес е приложима, когато случайно стане или се намери нещо интересно или приятно, а също и като описание на способността или късмета да се намират ценни или приятни неща, които не са търсени.

## Разпространение
Серендипити не навлиза в широка употреба много години, макар вероятно да е била използвана в разговори в кръга на Уолпоул. Тя излиза от забрава през 1833 г., когато се публикува неговата кореспонденция.
В англоезичната среда до 1958 г. думата серендипити се появява в печатен текст само 135 пъти. След това тя бързо се разпространява и от 1958 г. до 2000 г. се появява в заглавията на 57 книги. През 1990-те години използва се във вестници около 13000 пъти, през 2001 г. в сайтовете на Уеб над 600 000 пъти. Думата намира добър прием сред хората, занимаващи се с търсене, колекциониране, научни изследвания. В тези дейности често присъства елементът на случайността и тогава серендипити е подходящ термин за описание на начина, по който е постигнат успехът. Навлизането на думата в по-широки социални среди води обаче до нейното обезличаване. Незнанието на метафоричния произход на серендипити лишава термина от неговата нетривиалност. Думата започва да се възприема като синоним на случайност, късмет и дори на чувство за хумор.
Серендипити е една от най-популярните думи в англоезичния свят. През 2000 г. серендипити става десето по популярност име на развлекателните плавателни съдове в САЩ. През същата година на Лондонския литературен фестивал тя заема първо място в анкетата за любима дума. Използва се за най-различни заглавия, дори на каталог за дамско бельо.
Серендипити навлиза и в българската езикова среда.